# Episodi di Fringe (prima stagione)
La prima stagione della serie televisiva Fringe è stata trasmessa in prima visione assoluta negli Stati Uniti d'America da Fox dal 9 settembre 2008 al 12 maggio 2009. L'11 gennaio 2010 è stato trasmesso un episodio inedito non canonico, erroneamente distribuito come episodio 11 della seconda stagione.
In Italia la stagione è stata trasmessa in prima visione dal canale pay Steel, della piattaforma Mediaset Premium, dal 31 gennaio al 13 giugno 2009, ed in chiaro da Italia 1 dal 9 marzo al 6 aprile 2010.
| nº | Titolo originale                    | Titolo italiano                  | Prima TV USA      | Prima TV Italia  |
| -- | ----------------------------------- | -------------------------------- | ----------------- | ---------------- |
| 1  | Pilot                               | Il laboratorio del dottor Bishop | 9 settembre 2008  | 31 gennaio 2009  |
| 2  | The Same Old Story                  | La solita vecchia storia         | 16 settembre 2008 | 7 febbraio 2009  |
| 3  | The Ghost Network                   | La rete fantasma                 | 23 settembre 2008 | 14 febbraio 2009 |
| 4  | The Arrival                         | È arrivato                       | 30 settembre 2008 | 21 febbraio 2009 |
| 5  | Power Hungry                        | Sete di potere                   | 14 ottobre 2008   | 28 febbraio 2009 |
| 6  | The Cure                            | La cura                          | 21 ottobre 2008   | 7 marzo 2009     |
| 7  | In Which We Meet Mr. Jones          | Piacere, sig. Jones!             | 11 novembre 2008  | 14 marzo 2009    |
| 8  | The Equation                        | L'equazione                      | 18 novembre 2008  | 21 marzo 2009    |
| 9  | The Dreamscape                      | Fuga nel sogno                   | 25 novembre 2008  | 28 marzo 2009    |
| 10 | Safe                                | Al sicuro                        | 2 dicembre 2008   | 4 aprile 2009    |
| 11 | Bound                               | Risposte                         | 20 gennaio 2009   | 11 aprile 2009   |
| 12 | The No-Brainer                      | Strizzacervelli                  | 27 gennaio 2009   | 18 aprile 2009   |
| 13 | The Transformation                  | Trasformazione                   | 3 febbraio 2009   | 25 aprile 2009   |
| 14 | Ability                             | Prova di abilità                 | 10 febbraio 2009  | 2 maggio 2009    |
| 15 | Inner Child                         | Empatia                          | 7 aprile 2009     | 9 maggio 2009    |
| 16 | Unleashed                           | Bestia in libertà                | 14 aprile 2009    | 16 maggio 2009   |
| 17 | Bad Dreams                          | Incubi                           | 21 aprile 2009    | 23 maggio 2009   |
| 18 | Midnight                            | Mezzanotte                       | 28 aprile 2009    | 30 maggio 2009   |
| 19 | The Road Not Taken                  | La strada non presa              | 5 maggio 2009     | 6 giugno 2009    |
| 20 | There's More Than One of Everything | Uno sguardo dall'altra parte     | 12 maggio 2009    | 13 giugno 2009   |

## Il laboratorio del dottor Bishop
- Titolo originale: Pilot
- Diretto da: Alex Graves
- Scritto da: J. J. Abrams, Alex Kurtzman e Roberto Orci

### Trama
Un volo di linea proveniente da Amburgo atterra a Boston con tutti i passeggeri uccisi da una sostanza che ne ha provocato l'immediata putrefazione. Gli agenti federali Olivia Dunham e John Scott, incaricati dal supervisore Phillip Broyles, ispezionano un magazzino in cui è stato allestito un laboratorio improvvisato e individuano un sospettato; l'uomo, però, fa saltare in aria il magazzino, riuscendo a scappare e contaminando John con la sostanza misteriosa. Olivia, per salvare John, con il quale ha in segreto una relazione, decide di rivolgersi a Walter Bishop, geniale scienziato internato da diciassette anni in un manicomio criminale con l'accusa di omicidio; per ottenerne il rilascio, Olivia rintraccia il figlio di Bishop, Peter, e lo convince ad assumersi la tutela dell'uomo, divenuto mentalmente instabile. Walter riapre dunque il suo vecchio laboratorio ad Harvard e lavora all'identificazione della sostanza assieme a Peter, brillante quanto il padre nonostante non abbia mai completato gli studi, mentre Olivia cerca di trovare l'attentatore; sfortunatamente, però, soltanto John ha visto l'uomo in faccia. John è tenuto in coma per rallentare gli effetti della sostanza, e Olivia riesce a parlargli in sogno grazie a una procedura decisamente poco ortodossa di Walter che prevede l'impiego di una miscela di allucinogeni e stimolazione elettrica. Il sospettato viene così identificato nella persona di Richard Steig, un chimico che lavorava per la Massive Dynamic, un'azienda biotecnologica fondata da William Bell, un tempo amico e socio di Walter. Bell è irreperibile, e Olivia interroga perciò l'ambigua direttrice esecutiva Nina Sharp; grazie alle sue informazioni, Olivia riesce ad arrestare Steig e Peter lo costringe a rivelare la formula della sostanza, permettendo a Walter di creare un antidoto e salvare John. Broyles, impressionato dall'abilità di Olivia, le confida che l'attentato è soltanto l'ultimo di una serie di avvenimenti inspiegabili avvenuti in tutto il mondo che sembrerebbero parte di uno "Schema" e le offre di entrare a far parte dell'indagine; Olivia rifiuta, ma poco dopo, grazie a una confessione di Steig, rinviene una registrazione che rivela che l'attentato non è stato altro che una dimostrazione voluta da John, interessato ad acquistare la sostanza per conto di un misterioso committente. John elimina Steig e muore tentando di scappare da Olivia; la donna, con il cuore a pezzi, decide di accettare l'incarico di Broyles per scoprire il mandante di John e convince Peter a rimanere per assicurare la collaborazione di Walter. Qualche ora dopo, Nina Sharp fa recuperare in segreto il cadavere di John e ordina a un suo dipendente di "interrogarlo".
- Guest Star: Jason Butler Harner (Richard Steig/Morgan Steig), Peter Outerbridge (Dott. Reyes).
- Altri interpreti: Bernadeta Wrobel (hostess), Jill Harland (passeggera tedesca), Peter Sawyer (passeggero americano), Shaun Shetty (passeggero indiano), Andreas Frank (pilota), Dennis Mockler (copilota), Lee Gladman (ufficiale CDC), Andrew Hinkson (guardia), Jim McGrath (passeggero anziano), Joan Barrett (passeggera anziana), Jeff Topping (agente #1), Sean Clement (agente #2), Katerina Taxia (agente #3), Kelly King (infermiera), Tauqir Shah (affarista iracheno #1), Omar Abib (affarista iracheno #2).
- Ascolti USA: telespettatori 9.132.000[2]

## La solita vecchia storia
- Titolo originale: The Same Old Story
- Diretto da: Paul Edwards
- Scritto da: Jeff Pinkner, J. J. Abrams, Alex Kurtzman e Roberto Orci

### Trama
Olivia, Peter e Walter, che assieme alla crittologa federale Astrid Farnsworth e a Broyles formano ora la divisione "Fringe" e si occupano delle indagini sullo "Schema", indagano sul caso di Loraine Alcott, una donna morta dando alla luce un bambino cresciuto così rapidamente da morire di vecchiaia pochi minuti dopo la nascita. Loraine era stata vista per l'ultima volta in un motel con un uomo, ed esaminando la stanza, Olivia riconosce il modus operandi di un serial killer che uccide le sue vittime asportando loro l'ipofisi; Olivia aveva lavorato in precedenza a quello stesso caso con John e si sente tuttora in colpa per non essere riuscita a identificare il colpevole. Walter riconosce nella morte del bambino un caso estremo di progeria, una malattia che causa invecchiamento precoce provocata da difetti a carico dell'ipofisi, che produce gli ormoni responsabili della crescita. Nei giorni successivi, gli omicidi proseguono e Walter intuisce che l'assassino è coinvolto in un progetto governativo finalizzato alla crescita accelerata di soldati per mezzo della manipolazione dell'ipofisi. Il progetto, a cui prese parte Walter, venne chiuso perché non era possibile controllare la crescita dei soggetti, e Bishop ritiene che l'omicida sia uno di loro; quest'ultimo uccide per procurarsi gli ormoni ipofisari, senza i quali morirebbe di vecchiaia nel giro di pochissimo tempo, e ha trasmesso involontariamente la propria condizione al bambino concepito con Loraine, rimasta incinta in seguito a un rapporto occasionale. Grazie a una tecnologia fornita dalla Massive Dynamic, la divisione Fringe riesce a identificare il colpevole, ovvero Christopher, figlio adottivo di Claus Penrose, uno scienziato che collaborò con Walter al progetto; scoperto, Christopher muore di vecchiaia tentando la fuga, mentre Claus Penrose, che aveva aiutato il figlio, riesce a darsi alla macchia.
- Guest star: Derek Cecil (Christopher Penrose), Mark Blum (Dr. Claus Penrose), Betty Gilpin (Loraine Alcott).
- Altri interpreti: Elizabeth Stanley (attrice) (Stacey), Carmen Goodine (Amy), Bernie McInerney (Christopher Penrose da anziano), Ty Jones (medico), Jack O'Connell (cliente del motel), Jacqueline Hendy (assistente di Nina), Danielle Skraastad (infermiera).
- Ascolti USA: telespettatori 13.272.000[3]

## La rete fantasma
- Titolo originale: The Ghost Network
- Diretto da: Frederick E. O. Toye
- Scritto da: David H. Goodman e J. R. Orci

### Trama
La Divisione Fringe indaga su un sospetto attentato terroristico a bordo di un autobus, dove una sostanza chimica gassosa solidificandosi ha avvolto i passeggeri, uccidendoli. I componenti della sostanza sono prodotti dalla Massive Dynamic, e i sospetti cadono inevitabilmente su Nina Sharp; la direttrice nega ogni coinvolgimento, ma si lascia sfuggire di sapere che la stessa sostanza era già stata utilizzata in precedenza, rivelandosi a conoscenza di informazioni sullo "Schema" di cui Olivia non è stata messa al corrente. Olivia chiede spiegazioni a Broyles, che conferma quanto detto da Nina ma rifiuta di dare le informazioni mancanti, promettendo di farlo al momento opportuno. Indagando sui passeggeri, Olivia scopre che una delle vittime, Eve Mendoza, era un'agente sotto copertura di ritorno da un'operazione in Nicaragua ed era venuta casualmente a conoscenza di qualcosa riguardante lo "Schema"; poco dopo, Charlie, collega di Olivia, riceve una segnalazione a proposito di un uomo che avrebbe predetto l'attentato realizzandone un disegno perfetto. L'uomo, un impiegato di nome Roy McComb, è stato in grado di prevedere i maggiori incidenti accaduti nell'ultimo anno in tutto il mondo, incluso il volo di Amburgo. Walter scopre che Roy, anni prima, si era sottoposto all'inserimento nel cervello di un composto metallico sperimentale che, agendo come una sorta di ripetitore, permetteva di trasmettere informazioni a frequenze non intercettabili; l'esperimento era parte di un progetto governativo noto come la "Rete Fantasma" e fu portato avanti proprio da Walter e William Bell. Walter ipotizza perciò che i terroristi abbiano perfezionato la Rete Fantasma e che Roy stia intercettando inconsapevolmente le loro trasmissioni. Cablando il segnale, Roy ascolta una conversazione in latino che rivela che Grant Davidson, il superiore di Eve, è in combutta con i terroristi e consegnerà a uno di loro la valigetta che la donna portava con sé al momento della morte. Olivia e Francis intervengono e recuperano la valigetta, il cui contenuto è un dispositivo misterioso, ma sia Davidson che il terrorista muoiono, il primo ucciso da un sicario e il secondo suicida per evitare l'arresto; Broyles, comunque, si complimenta con Olivia per l'ottimo lavoro svolto e come prova di fiducia le fornisce altre informazioni, svelandole che il sicario è un tale Matthew Ziegler, un assassino connesso allo "Schema". Più tardi, Broyles consegna in segreto il dispositivo a Nina Sharp.
- Guest star: Zak Orth (Roy McComb), Peter Hermann (agente Grant Davidson), David Lansbury (Matthew Ziegler), Donnie Keshawarz (Gerard), Brian Tarantina (uomo gentile).
- Ascolti USA: telespettatori 9.422.000[4]

## È arrivato
- Titolo originale: The Arrival
- Diretto da: Paul Edwards
- Scritto da: J. J. Abrams e Jeff Pinkner

### Trama
Un'esplosione, apparentemente causata da una fuga di gas, distrugge un cantiere di New York. In realtà la vera causa è un misterioso e strano cilindro comparso dal nulla. Olivia, Walter e Peter (chiamati da Broyles) cominciano subito le indagini. Anche questa volta Walter sembra avere un'idea di cosa possa essere il cilindro, ma si rifiuta di comunicarlo al resto della squadra, perché si tratterebbe di qualcosa di molto pericoloso. Nel frattempo Peter comunica a Olivia di voler lasciare la squadra, perché vorrebbe stare fuori da quella vita. Olivia scopre che il cilindro era già comparso in circostanze simili e poi scomparso nel nulla diversi anni prima, inoltre si accorge che "qualcuno" lo sta cercando. Quando anche Walter viene a sapere che lo stanno cercando decide autonomamente di metterlo al sicuro, nascondendolo anche al resto della squadra, con l'aiuto di un misterioso personaggio. In seguito Walter rivela che potrebbe trattarsi di un missile intelligente in grado di attraversare la Terra, e che l'uomo misterioso di cui si è avvalso lo ha conosciuto in circostanze poco chiare. Chi sta cercando il cilindro, infine, riesce a trovarlo leggendo la mente di Peter, che gli dà un'informazione che neanche lui stesso sapeva di possedere (secondo Walter aveva acquisito l'informazione semplicemente stando vicino a lui). Peter, sconvolto, decide di rimanere nella squadra perché vuole rendersi conto di cosa lo "Schema" effettivamente sia. Nella scena finale Olivia si ritroverà davanti l'agente Scott.

#### Curiosità
In laboratorio, per ascoltare il suono emesso dalle vibrazioni del cilindro, Walter applica un microfono che successivamente Peter collega a un amplificatore. L'amplificatore utilizzato, è un Ampeg B-15N per basso elettrico (un modello anni 70).
- Guest star: Michael Cerveris (l'Osservatore), Michael Kelly (John Mosley), Nestor Serrano (Henry Jacobson)
- Ascolti USA: telespettatori 9.906.000[5]

## Sete di potere
- Titolo originale: Power Hungry
- Diretto da: Christopher Misiano
- Scritto da: Jason Cahill e Julia Cho

### Trama
A Worchester, in Massachusetts, un ascensore si schianta a terra dopo un volo di oltre 20 piani uccidendo 8 persone, ma la causa non è la rottura dei cavi: l'ascensore si è auto-schiantato a causa di un impulso elettromagnetico. Dopo i primi rilievi Olivia, Peter e Walter arrivano alla conclusione che probabilmente la causa non è un'arma, ma una persona capace di emanare impulsi elettromagnetici di forte intensità in grado d'influenzare il comportamento di apparecchi elettronici. Walter si ricorda di aver fatto esperimenti in passato su ordine del governo: aumentare le onde elettromagnetiche degli esseri umani per renderli rintracciabili da piccioni viaggiatori, creando una sorta di navigatore gps naturale. Così Walter ripete l'esperimento, usando appunto dei piccioni, manipolandoli riesce a localizzare il responsabile: un ragazzo usato come cavia alcuni anni prima in un laboratorio diretto dal dottor Fisher. Grazie all'abilità di Walter Peter e Olivia seguono i piccioni fino al laboratorio di Fisher, una volta trovati arrestano il dottore mentre il ragazzo va via in ambulanza. Nel frattempo Olivia parla con Walter e gli rivela di avere allucinazioni dell'agente Scott, prima a casa sua, dove le dice solamente di fidarsi di lui, e nel finale mentre ritorna a casa, quando le indica una cantina dove sono presenti fascicoli che la possono interessare. Olivia trova questi fascicoli e li porta all'agente Broyles questi dimostrano che John Scott stava indagando sia sullo "Schema" che sul dottor Fisher.
- Guest star: Ebon Moss-Bachrach (Joseph Meegar), Marylouise Burke (Flora Meegar)
- Ascolti USA: telespettatori 9.157.000[6]

## La cura
- Titolo originale: The Cure
- Diretto da: Bill Eagles
- Scritto da: Felicia D. Henderson e Brad Caleb Kane

### Trama
A Milford, in Massachusetts, una donna entra in stato confusionale in una tavola calda, attirando l'attenzione di un agente di polizia. Poco dopo lei e tutti i presenti nella tavola calda muoiono e alla donna, che sembra essere la causa, esplode la testa. La donna, di nome Emily, era in cura per una malattia irreversibile, ma presentava, inspiegabilmente, segni di guarigione. Walter, eseguendo l'autopsia, si accorge che nel suo corpo sono presenti isotopi radioattivi, che da un lato hanno portato benefici alla sua salute, ma da un altro lato l'hanno fatta diventare una bomba umana. Olivia scoprirà che dietro c'è un'industria farmaceutica, questa volta però non si tratta della Massive Dynamic, ma della Intrepus, il cui amministratore delegato ovviamente nega qualsiasi coinvolgimento e minaccia Olivia di denunciarla. Quando un'altra donna però, con le stesse condizioni di Emily, scompare misteriosamente, Peter, senza far sapere niente al resto del team, almeno in un primo momento, chiede aiuto a Nina Sharp; questa gli rivela dove l'Intrepus potrebbe tenere nascosta la nuova donna scomparsa e in cambio si fa promettere di poter chiedere in futuro qualsiasi favore senza dover dare spiegazioni. Nel frattempo Walter Bishop riesce anche a trovare un antidoto agli esperimenti della Intrepus, quindi Olivia riesce a salvare la donna rapita, facendo arrestare l'amministratore dell'Intrepus e apportando così un forte vantaggio finanziario alla Massive Dynamic. Nel finale Peter confessa a Olivia di aver chiesto aiuto a Nina Sharp.
Guest star: Chris Eigeman (David Esterbrook), Maria Dizzia (Emily Kramer), Marjan Neshat (Claire Williams), William Hill (Marty Pitts), Lisa Emery (Paula Kramer), Robert Eli (Ken Williams), Alok Tewari (Nadim Patel).

## Piacere, sig. Jones!
- Titolo originale: In Which We Meet Mr. Jones
- Diretto da: Brad Anderson
- Scritto da: J. J. Abrams e Jeff Pinkner

### Trama
In Germania, a Francoforte, un'operazione militare dell'FBI mirata a raccogliere nuove prove sullo "Schema", sembra concludersi senza frutti. Il capo di quell'operazione, l'agente Loeb, proprio mentre fa rapporto a Broyles, accusa un malore: un parassita, probabilmente creato in laboratorio, ha attaccato il suo cuore. Broyles consegna subito l'agente nelle mani di Walter, che fatica a trovare una soluzione per salvargli la vita. Walter Bishop, anche grazie alle intuizioni della collaboratrice Astrid e di Olivia, riesce a scoprire che il parassita che sta avvolgendo il cuore dell'agente Loeb contiene un codice cifrato che sembra ripetere tre lettere: ZFT. Olivia aveva notato questa sigla tra le cartelle dell'agente Scott e chiede spiegazioni a Broyles che le rivela che ZFT è una delle cellule terroristiche, facenti parti dello "Schema", sparse in almeno 83 paesi del mondo. ZFT è la cellula di Francoforte, e uno dei suoi sospettati componenti è rinchiuso in un carcere in Germania, si chiama David Robert Jones, e ha grandi conoscenze in campo biologico. Così Olivia parte per la Germania, dove grazie ad alcune sue personali conoscenze, incontra il sig. Jones, che accetta di collaborare a una sola condizione, ovvero che possa fare una domanda a un certo Joseph Smith, già ricercato dell'FBI. In un'apposita operazione di cattura dell'FBI però, Smith muore, ma Bishop, grazie a degli impulsi elettrici riesce a stimolargli il cervello e a trasferire la risposta al cervello di Peter. La risposta è una località, Little Hill, che Olivia potrà dare al sig. Jones, che così in cambio le indica come curare l'agente Loeb. Una volta guarito Loeb, Broyles gli comunica che è a conoscenza di un'altra talpa nell'FBI, ma questi si finge sorpreso. Dopo, nelle scene finali, si vede la moglie di Loeb avvicinarsi a quest'ultimo e sussurrargli: "Ha funzionato, abbiamo la risposta, è Little Hill".
Guest star: Billy Burke (Lucas Vogel), Jared Harris (David Robert Jones), Kennet Tigar (Johann Lennox), Trini Alvarado (Samantha Loeb), Chance Kelly (Mitchell Loeb), John Boyd (Ian Spencer).

## L'equazione
- Titolo originale: The Equation
- Diretto da: Gwyneth Horder-Payton
- Scritto da: J. R. Orci e David H. Goodman

### Trama
Un uomo e suo figlio, mentre sono in viaggio in auto, notano una donna in difficoltà. Il padre scende per offrirle aiuto, ma avvicinandosi alla macchina della donna - dopo essere stato ipnotizzato da una sequenza di luci rosse e verdi - si risveglia ore dopo. Una volta riaperti gli occhi si accorge che sia la donna misteriosa che suo figlio sono scomparsi nel nulla. Broyles affida il caso a Olivia, rivelandole che già ci sono stati casi del genere, e tutti sembrano indicare il coinvolgimento della donna misteriosa, che viene identificata dall'agente Charlie Francis, un collega di Olivia, come Joanne Ostler, che però risulta morta. Mentre Olivia scopre che tutte le persone rapite avevano particolari capacità (il ragazzo suonava molto bene il piano, in particolare un brano), Walter riesce a riprodurre la frequenza di luci ipnotizzanti e intuisce che il brano suonato dal ragazzo, tradotto in numeri, era uguale all'equazione che ossessionava un suo compagno di cella in manicomio, Dashiell Kim. Però Dashiell non si può interrogare perché ancora rinchiuso, così Walter si farà rinchiudere di nuovo per una notte per poterci parlare. Walter scopre che Joanne rapisce le persone per riuscire a risolvere quella misteriosa equazione, rinchiudendole in una specie di "castello rosso", che Olivia riesce a localizzare liberando il ragazzo rapito. Joanne però riesce a scappare e nelle scene finali la si vede avvicinarsi all'agente Loeb, consegnandogli l'equazione completa. Loeb, verificato che l'equazione funziona, uccide Joanne. Questa equazione sembra permettere, in qualche modo, l'attraversamento di pareti solide da parte di altri oggetti solidi.
Guest star: William Sadler (Dr. Bruce Sumner), Randall Duk Kim (Dashiell Kim), Gillian Jacobs (Joanne Ostler), Charlie Tahan (Ben Stockton), Adam Grupper (Jeremy Stockton), Chance Kelly (Agente Mitchell Loeb)

## Fuga nel sogno
- Titolo originale: Dreamscape
- Diretto da: Frederick E. O. Toye
- Scritto da: Zack Whedon e Julia Cho

### Trama
Un impiegato della Massive Dynamic, Mark Young, viene aggredito da farfalle dalle ali taglienti, finendo per cadere dalla finestra e rimanere ucciso. Agli occhi dei primi soccorritori sembra un caso di suicidio, ma Walter trova delle strane ferite sul corpo e Olivia, investigando nell'abitazione di Mark, si rende conto che la tesi del suicidio non è convincente. Successivamente Olivia riceve una mail da John Scott, con l'indirizzo di un seminterrato, dove troverà una scatola piena di piccoli rospi. Walter esamina gli animali e scopre che appartengono a una particolare specie in grado di produrre un composto psicoattivo, che agendo come una droga, rende reali le allucinazioni prodotte dal cervello. Mark Young immaginava di avere certe ferite e il suo corpo le rendeva reali. Intanto Peter viene contattato da una donna, una certa Tessa, che gli comunica che qualcuno sta cercando di trovarlo per fargli del male e lo invita a scappare. Olivia confessa a Walter di avere visioni di John Scott e vuole liberarsene. Walter le propone un esperimento in grado di fornirle tutte le informazioni della mente di Scott per poi rimuoverle: Olivia lo effettua e, dopo aver rivissuto il primo incontro con Scott in un ristorante, in una scena vede Young insieme a Scott, un uomo che viene ucciso e un altro misterioso che rimane in vita. Quest'ultimo è George Morales, che viene rintracciato, ma poco dopo aver confessato di avere prove contro la Massive Dynamic muore allo stesso modo di Mark Young. Olivia chiede a Walter di ricominciare l'esperimento su di lei per ottenere altre informazioni, ma quest'ultimo rifiuta perché pericoloso, promettendole però di studiare un sistema più sicuro. Alla fine dell'episodio Olivia riceve una nuova mail di John Scott che afferma: "Ti ho vista, al ristorante".

## Al sicuro
- Titolo originale: Safe
- Diretto da: Michael Zinberg
- Scritto da: David H. Goodman e Jason Cahill

### Trama
Una banda di rapinatori che fa capo a Loeb ruba una cassetta di sicurezza di una banca utilizzando il marchingegno costruito grazie all'equazione ottenuta da Joanne, che gli permette di attraversare i muri. Uno dei malviventi però non riesce a fuggire e rimane murato vivo in una parete, dove viene ucciso da Loeb prima di essere abbandonato. Broyles chiama subito Olivia, Walter e Peter per indagare, e viene fuori che quella rapina è solo una di una serie, miranti sempre a una particolare cassetta di sicurezza. In maniera casuale Peter e Olivia scoprono l'elemento in comune delle cassette: seguono una particolare sequenza numerica (233, 377, 610) che ricorda una formula matematica spesso ripetuta da Walter (ogni numero è la somma dei 2 precedenti), ossia la famosa successione di Fibonacci. Così Walter intuisce che potrebbe essere stato lui stesso anni fa a nascondere qualcosa di importante in quelle cassette, non ricordando cosa. Individua però la possibile banca in cui è nascosta la prossima cassetta, tuttavia Olivia e gli agenti arrivano tardi riuscendo a catturare solo un componente della banda. Nel frattempo in Germania, Mr. Jones dal carcere comunica attraverso il suo avvocato a Loeb se sono pronti e di cercare di catturare Olivia. Alla Massive Dynamic si viene a scoprire che probabilmente Olivia condivide le informazioni del cervello di Scott. Walter ricorda cosa ha nascosto: uno strumento in grado di trovare chiunque ovunque, anche viaggiando nel tempo, che aveva costruito per salvare Peter da bambino (riportando in vita un medico geniale), affetto da una rara malattia. Lo strumento comunque non lo aveva testato perché Peter era guarito autonomamente. Intanto il rapinatore catturato afferma di non conoscere per chi lavora, ma rivela che in una telefonata ha sentito parlare di un campo di nome Westford, anche detto "Little Hill". Qui si vede Loeb azionare il dispositivo ricostruito dalle cassette rubate e teletrasporta lì Mr. Jones. Olivia e gli altri agenti cercano di portarsi sul posto, ma Olivia viene aggredita in auto e rapita.

## Risposte
- Titolo originale: Bound
- Diretto da: Frederick E. O. Toye
- Scritto da: J. J. Abrams, Jeff Pinkner, Alex Kurtzman e Roberto Orci

### Trama
Dopo il sequestro Olivia si risveglia in un laboratorio legata, mentre subisce un'iniezione da parte di Loeb, che opera nascondendosi il volto con una maschera. Poco dopo Olivia, suscitando la compassione degli analisti del laboratorio si crea un'occasione per fuggire, e la sfrutta portando con sé delle provette, un cellulare e riesce a rubare un'auto, così si allontana e nasconde le fiale in un cantiere poco distante dal luogo del rapimento. Ma il tutto sembra poco utile: auto e cellulare non sono identificabili, dopo avere recuperato le provette nascoste in precedenza le consegna a Walter. Intanto nella sezione dell'FBI arriva Harris, che nutrendo rancori per una denuncia di molestie sessuali per Olivia, la estromette dal caso del suo rapimento, assegnato proprio a Loeb. Broyles riesce comunque ad affidarle un altro caso: un ricercatore muore durante un convegno, ucciso da un virus di dimensioni macroscopiche modificato geneticamente che prende vita uscendo dal suo corpo. Il virus viene catturato da Walter e portato in laboratorio. Un altro ricercatore potrebbe essere una prossima vittima, Olivia lo porta all'FBI, ma qui Loeb gli dà la sostanza che attiva il virus, e muore. Olivia vedendo un particolare sopra le scarpe di Loeb intuisce che è lui il suo sequestratore: va a casa sua a cercare le prove che lo incriminano, ma viene aggredita dalla moglie dell'uomo, complice del marito, ed è costretta a ucciderla per legittima difesa. Loeb viene così arrestato, durante l'interrogatorio rivela solo che Olivia ha rovinato un piano perfetto e il suo rapimento era stato fatto per salvarla. Olivia rimane scossa, ma i colleghi la convincono che Loeb probabilmente parla solo per confonderla. Vediamo Olivia che torna a casa e va a dormire insieme a Ella, e su un libro vediamo la scritta "Cos'è quel rumore?", anticipazione della puntata seguente.

## Strizzacervelli
- Titolo originale: The No-Brainer
- Diretto da: John Polson
- Scritto da: David H. Goodman e Brad Caleb Kane

### Trama
Un ragazzo, Greg Wiles, mentre naviga su internet al PC, vede un pop-up sullo schermo con la scritta "Cos'è quel rumore? Clicca qui". Cliccando sul link parte una serie di immagini a scatti che lo ipnotizzano procurandogli una reazione psichica che gli liquefà il cervello. Olivia, Peter e Walter e Astrid sono chiamati a indagare, ma appena il tempo di avviare le indagini e si trovano altre due persone morte apparentemente nello stesso modo. Peter, intanto, avvalendosi di un suo amico esperto informatico, scopre che le vittime avevano scaricato un file da oltre 600 MB, ma non riesce a trovare l'autore del software assassino. Tuttavia si accorge che dall'abitazione di Olivia qualcuno sta scaricando lo stesso file: si tratta di Ella la nipote di Olivia, che viene distolta dal PC appena in tempo. L'unico collegamento tra le vittime è il sig. Dempsey, padre di un amico di Greg Wiles. L'FBI non riesce a localizzarlo così viene fermato il figlio con la speranza di arrivare al padre. All'interrogatorio però questo non dirà niente, allora disubbidendo agli ordini di Harris, Olivia rilascia il ragazzo che, ingenuamente, si reca dal padre. Il padre, messo alle strette, confessa di aver creato il malefico programma solo per vendicarsi di tutte le persone che in qualche modo lo avevano ferito, ma prima che Olivia lo arresti preferisce suicidarsi con il suo stesso programma andando in trance e successivamente si spara. Nel frattempo una donna, la madre della vittima per la quale Walter era stato rinchiuso, si presenta da Peter chiedendo di poter parlare con Walter. Peter si oppone, perché crede che voglia accusare il padre facendolo ricadere in uno stato di depressione, ma dopo una discussione Olivia riesce a convincerlo e Walter incontra la donna che vuole solo sapere degli ultimi istanti di sua figlia. Nel finale, Harris critica aspramente l'operato di Olivia con Broyles, ma questi si mette apertamente dalla parte dell'agente Dunham dicendogli che se ha intenzione di perseguitarla dovrà fare i conti con lui.

## Trasformazione
- Titolo originale: The Transformation
- Diretto da: Brad Anderson
- Scritto da: Zack Whedon e J. R. Orci

### Trama
Sull'aereo 718 un uomo incomincia a sentirsi male, accusando perdite di sangue dal naso. Immediatamente chiede agli assistenti di volo di trovare e somministrargli più sedativi possibili, ma questi sono convinti che egli sia in preda a un attacco di panico. Dopo essersi chiuso in bagno in grave stato di agitazione inizia a trasformarsi in un mostro irto di aculei che semina il panico provocando la caduta dell'aereo. Olivia, Walter e Peter sono chiamati a indagare a questo strano evento, il "mostro" è Marshall Bowman, a cui e stato iniettato un virus creato in laboratorio che gli ha modificato radicalmente il DNA. Dopo aver controllato il luogo del disastro Olivia, in un flashback di ricordi in condivisione con John, scopre che lui, Bowman e un certo Hicks parlano di un virus sperimentale. Dopo aver portato "la creatura" in laboratorio Walter scopre che nella sua mano c'è un disco (simile a quello trovato nella donna in "La rete fantasma") che Olivia consegna a Broyles, il quale rivela che si tratta di un sistema di archivio dati molto avanzato. Hicks viene rintracciato e interrogato, ma rivela solo di essere stato infettato da un certo Conrad, dopo viene colpito anche lui dal virus e prima che si trasformi Walter lo manda in coma farmacologico. Da quel poco che si è riuscito a recuperare del disco, sembra che esista un collegamento tra Scott e una cellula di bio-terroristi. Intanto l'intelligence francese avvisa che a Chicago vi sarà una grandissima vendita di armi, dove si pensa ci sia anche Conrad. Dopo essere rientrata nella vasca di deprivazione sensoriale Olivia "rivede" se stessa e John; a quel punto Olivia viene a conoscenza del fatto che John Scott lavorava sotto copertura per l'NSA (National Security Agency), inoltre viene a conoscenza del fatto che Hicks lavorava con lui. Insieme a Peter, anche se con qualche difficoltà, riesce ad andare all'appuntamento e con qualche stratagemma e l'aiuto di Hicks (che dà informazioni a Olivia tramite un auricolare) riesce a far arrestare tutti, Conrad compreso. Alla fine dell'episodio Olivia chiede a Walter di rimetterla nella vasca per rivedere Scott. L'esperimento riesce: Olivia incontra Scott il quale la bacia e le mette l'anello di fidanzamento. Con quest'ultima scena, Olivia dice addio alla coscienza di Scott che si dilegua per sempre.

## Prova di abilità
- Titolo originale: Ability
- Diretto da: Norberto Barba
- Scritto da: David H. Goodman (sceneggiatura); Glen Whitman e Robert Chiappetta (soggetto)

### Trama
Jones, evaso tramite il teletrasporto dopo il rapimento di Olivia, è ancora in libertà, così i servizi segreti tedeschi chiedono l'aiuto dell'unità Fringe. Olivia va a parlare con Loeb, poiché sa che lui ha aiutato Jones a scappare, ma egli si rifiuta di collaborare e le dice che Jones fa solo parte dell'armata, e che lei non potrà fare niente per impedire che accada ciò che è stato scritto. Nel frattempo un edicolante muore a causa di una crescita della propria pelle che cicatrizza gli orifizi soffocandolo: Olivia è convinta che dietro a questa morte ci sia Jones, e chiede a Peter se tramite una sua conoscenza riesce ad avere il dattiloscritto della cellula terroristica "ZFT", e per pura fortuna riescono a trovarlo. Inaspettatamente è lo stesso Jones a consegnarsi all'FBI dicendo di voler parlare solo con Olivia, così Jones la invita ad andare a prendere un oggetto lasciato apposta per lei in un luna park a Salem: si tratta di un test, per la precisione il primo di dieci, che consiste nel far spegnere delle lampadine luminose semplicemente con la forza del pensiero. Jones collaborerà solo se il test sarà superato (test per sapere se Olivia è stata attivata dopo il suo rapimento). Con l'aiuto di Peter, Olivia trucca il test e riesce a spegnere le luci. Jones rivela che a Olivia anni prima è stato iniettato del Cortexiphan. Secondo un passato studio di William Bell, la mente umana ha grandi poteri, ma questi si affievoliscono con la crescita. Bell sperava, con questo farmaco, di poter arrestare il processo di affievolimento così da poter permettere lo sviluppo di questi poteri anche in età adulta. Alla fine dell'episodio Nina Sharp dirà a Olivia che il farmaco è stato testato anche a Jacksonville, in Florida, in una base militare: poiché Olivia da bambina aveva vissuto proprio là assieme al padre, capirà che Jones ha detto il vero e che anche lei è stata sottoposta alla sperimentazione. Jones inoltre indica il luogo dove ha nascosto una bomba carica della stessa sostanza che ha ucciso l'edicolante. Arrivata sul posto però gli artificieri non sono in grado di disinnescarla, l'unico modo per fermarla è quello di far spegnere delle luci, uguali a quelle del test di Olivia. Olivia ci prova e dopo averle guardate intensamente, pochi secondi prima della scadenza del timer, il countdown si blocca. Tuttavia Olivia è convinta si tratti di una messinscena e che non è stato merito suo. Jones viene ricoverato in ospedale a causa degli effetti collaterali del teletrasporto, ma da qui scompare misteriosamente, facendo trovare a Olivia la scritta "hai passato il test". Durante le indagini Olivia e Peter avevano inoltre scoperto che la sigla ZFT, comparsa nelle puntate precedenti e che pensavano si riferisse a una cellula terroristica dello "Schema" deriva in realtà dal titolo di un libro, lo “Zerstörung durch Fortschritte der Technologie” (“Distruzione per mezzo del progresso tecnologico”), un misto fra un programma antiscienza e una chiamata alle armi che sembra essere una sorta di Bibbia dei terroristi. Il testo è un dattiloscritto; alla fine dell'episodio si vede Walter battere su una macchina da scrivere la parola "Ability" e notare che la lettera "y" è spostata leggermente verso l'alto come in tutto il libro, e rimane turbato rendendosi conto che il libro potrebbe essere stato scritto da quella macchina.

## Empatia
- Titolo originale: Inner Child
- Diretto da: Frederick E. O. Toye
- Scritto da: Brad Caleb Kane e Julia Cho

### Trama
Durante le operazioni per la demolizione di un vecchio edificio, viene scovato un misterioso bambino, sigillato in una cavità sotterranea, apparentemente da diversi anni, che immediatamente suscita l'interesse dell'unità Fringe. Contemporaneamente un serial killer, a cui già in passato l'unità Fringe si è interessata, chiamato l'Artista, ritorna a uccidere. Il bambino, curato in ospedale, non dice una parola, ma con Olivia sembra prendersi in simpatia, tanto da spingersi a scrivere un nome su un foglio di carta: Olivia pensa sia il suo nome, ma in poco tempo scoprirà che si tratta del nome della prossima vittima dell'"artista". Nel frattempo Walter teorizza che in realtà il bambino potrebbe essere un uomo anziano, semplicemente le condizioni ambientali (sigillato sotto terra) non l'hanno fatto crescere normalmente. Inoltre ipotizza che, dato che ha vissuto sotto terra per tutto quel tempo e visto che è ipersensibile a luce e suoni, potrebbe essere sensibile anche alle emozioni, ai sentimenti e alle intenzioni della gente. Così riuscirebbe a intuire le vittime del serial killer. Olivia cerca così di entrare più in contatto possibile con il bambino e riesce persino a farsi disegnare un identikit dell'omicida. Grazie anche a un'intuizione di Peter, si riesce a capire che l'uomo è entrato in contatto con un mattatoio, così viene facilmente individuato il suo nome. Mentre si procede all'arresto il killer tenta di fuggire ma viene inseguito e ferito mortalmente da Olivia. Alla fine dell'episodio la CIA reclama la custodia del bambino, ma Olivia, con l'aiuto di Broyles, riesce a simulare una sua fuga: in realtà viene dato alle cure della dottoressa Winick (che lo stava assistendo in ospedale) affinché lo conduca non in un istituto, ma in una nuova casa. Mentre la macchina porta il bambino verso la sua nuova casa, il piccolo vede l'uomo misterioso collegato al cilindro dell'episodio È arrivato camminare per strada che lo osserva e i due si scambiano un lungo intenso sguardo.

## Bestia in libertà
- Titolo originale: Unleashed
- Diretto da: Brad Anderson
- Scritto da: Zack Whedon e J. R. Orci

### Trama
Un gruppo di animalisti entra in un laboratorio che effettua esperimenti sugli animali con lo scopo di liberarli dalle gabbie, ma involontariamente liberano anche una mostruosa creatura assassina creata in laboratorio, che uccide il gruppo di amici e fugge seminando il panico tra i cittadini, uccidendo o ferendo gravemente chi s'imbatte sul suo cammino. L'obiettivo è ritrovare al più presto il "mostro" prima che uccida qualcun altro. Olivia e Charlie rispondono a una segnalazione e vanno a caccia della mostruosa creatura; nel frattempo Walter intuisce che è stata creata con l'unione di geni di diverse specie di animali, cosa che aveva già tentato lui in passato nei suoi studi, ma senza successo. Charlie rimane ferito perché attaccato dal mostro che gli impianta un aculeo nel ventre. Non sembra essere grave, ma Walter in laboratorio scopre che l'aculeo serviva per una sorta d'inseminazione e nel suo corpo trova gli embrioni del mostro, che secondo lo scienziato lo uccideranno in poco tempo. C'è solo un modo per salvarlo: usare il sangue del mostro. Così Olivia, Peter e lo stesso Walter (che si ritiene responsabile per aver anche lui provato a creare la creatura in passato) si mettono a caccia nelle fogne, luogo che sembra preferito dalla creatura. L'attirano con uno stratagemma e mentre Walter tenta da solo di affrontarla sacrificandosi, Olivia e Peter riescono a intervenire per tempo uccidendola a colpi di pistola. Nel frattempo l'unità Fringe aveva fatto arrestare lo scienziato del laboratorio responsabile della creazione del mostro. Nel finale Charlie può tornare sano e salvo a casa dalla moglie.

## Incubi
- Titolo originale: Bad Dreams
- Diretto da: Akiva Goldsman
- Scritto da: Akiva Goldsman

### Trama
Uno strano caso coinvolge direttamente Olivia: sogna di uccidere qualcuno, al risveglio le "vittime sognate" risultano effettivamente morte nel modo sognato. Ovviamente Olivia è stravolta, specie quando Walter le rivela che uccidere col pensiero è possibile influenzando le intenzioni delle persone che stanno attorno. Ma Olivia non conosceva nessuna delle vittime così la soluzione può essere solo una: non è lei a uccidere, ma un'altra persona a cui però è stata talmente legata da vivere le stesse emozioni e gli stessi pensieri. Dopo poche indagini si scopre che tale persona è un certo Nick, su cui da bambino sono stati fatti esperimenti col Cortexiphan, e probabilmente Olivia è stata affiancata a lui in tali esperimenti. Olivia riesce a trovare Nick, proprio mentre per causa sua diverse persone si stanno per suicidare, e sarà costretta a sparargli. Nick verrà messo in coma farmacologico in attesa di ulteriori esami. Alla fine Walter si rende conto che in passato potrebbe essere stato lui stesso a condurre esperimenti su dei bambini, poi conclusisi a causa di un incidente, tra i quali vi erano anche Nick e Olivia.

## Mezzanotte
- Titolo originale: Midnight
- Diretto da: Bobby Roth
- Scritto da: J. H. Wyman e Andrew Kreisberg

### Trama
Un uomo, Bob Dunn, viene ritrovato morto ucciso da una donna a causa di un morso, effettuato probabilmente da una persona con la mandibola particolarmente dura e resistente. Un altro omicidio simile era stato compiuto il giorno prima. Walter si accorge che su entrambe le vittime sono stati aspirati i fluidi spinali ed è presente un batterio della sifilide, proveniente probabilmente dalla saliva dell'assassino. Si tratta però di un tipo di sifilide ormai estinta. Olivia scopre che un campione di quel particolare tipo di sifilide era stato spedito quattro settimane prima alla Lubov Farmaceutici di Brighton e che non si trattava della prima ordinazione. Inoltre la stessa casa si era procurata anche un campione di RUD-390, un componente chimico presente nella tossina della crescita rapida usata da Jones (nell'episodio 14). Dietro questi omicidi sembra esserci quindi la ZFT. L'FBI fa irruzione alla Lubov e arresta Nicholas Boone che si dichiara disponibile a rivelare a Olivia tutto quello che sa sulla ZFT, ma prima vuole che loro lo aiutino a salvare la moglie dalle mani dei terroristi. Dà un indirizzo dove potrebbe essere nascosta la moglie; Olivia non la trova, ma prende 5 fiale contenenti la sostanza con cui è stato infettato l'assassino. Boone afferma di avere bisogno di quelle fiale per sintetizzare un antidoto e le rivela che la persona che è stata infettata è proprio sua moglie, che ha bisogno di uccidere per avere il fluido spinale, necessario continuamente per la sua sopravvivenza a causa di un'infezione impiantatale. Boone inizia a collaborare con Walter per la creazione di un antidoto: i due ci riescono ma questo si sacrifica, ingannando Bishop, pur di salvarla. Peter e Olivia nel frattempo hanno catturato la moglie, su cui l'antidoto ha l'effetto sperato. Poco prima di morire Nicolas chiede a Walter fin dove si spingerebbe per salvare qualcuno che ama.  Alla fine dell'episodio Walter consegna a Olivia un video che Boone aveva girato prima di sacrificarsi: afferma di non aver mai avuto a che fare con persone ben posizionate nel movimento, di non aver mai sentito parlare di David Robert Jones, ma secondo lui l'uomo che sta finanziando la ZFT è William Bell.

## La strada non presa
- Titolo originale: The Road Not Taken
- Diretto da: Frederick E. O. Toye
- Scritto da: Jeff Pinkner, J. R. Orci (sceneggiatura); Akiva Goldsman (soggetto)

### Trama
Broyles in una riunione fa il riepilogo della situazione, ricordando le caratteristiche della ZFT e il probabile coinvolgimento di William Bell, proprietario della Massive Dynamic. Nel frattempo una donna per strada prende fuoco spontaneamente ed esplode. Walter mostra a Peter e Astrid la macchina da scrivere, che apparteneva a Bell, con cui è probabile sia stato scritto il manifesto della ZFT. Walter ritiene che nel laboratorio vi sia la versione originale con cui potrebbe dimostrare l'originaria buona fede di Bell. Olivia intanto incomincia ad avere delle visioni che le fanno vedere la realtà in modo diverso, ad esempio vede due vittime invece di una. Walter le dice che potrebbe, forse a causa degli esperimenti fatti su di lei col Cortexiphan, vedere altre dimensioni. Olivia si convince di seguire queste illusioni per trovare indizi. Durante le indagini si scopre che la vittima frequentava un dottore, un certo Isaac Winters. Olivia riesce anche a capire l'identità della seconda vittima che vedeva nelle sue visioni, il cui nome è Nancy. Arrivata a casa sua però si accorge insieme a Peter che è stata rapita. Peter sperimenta il progetto al quale stava lavorando: taglia una forma di vetro circolare quasi disciolta e con un microscopio elettronico che funge da giradischi riesce a estrarre il sonoro di quanto era successo. Si sente la ragazza che viene rapita e la composizione di un numero di telefono. Ricostruendo i toni telefonici si scopre che il numero è di Sanford Harris. Quando l'uomo esce dal lavoro, Olivia e Charlie lo seguono fino a un magazzino, dove lo scienziato Winters sta cercando di attivare la ragazza rapita trasformandola in una bomba umana. Olivia uccide Winters e si precipita ad aiutare la ragazza, ma Harris la rinchiude nella stanza assieme alla ragazza, che ormai si è attivata. Mentre Harris telefona a qualcuno per comunicargli che Nancy è stata attivata, ma è troppo instabile, Olivia cerca di calmare la ragazza e l'aiuta a concentrare l'energia che sta per sprigionare in un punto fuori dalla stanza. La ragazza si concentra su Harris, che prende fuoco sotto i loro occhi ed esplode. La scena si sposta su Peter e Walter, che sono insieme in un locale. Proprio quando Peter si allontana per andare in bagno arriva Olivia, che chiede a Walter cosa le hanno fatto lui e Bell: Walter risponde che gli esperimenti erano opera di Bell, dice che volevano solo essere utili e preparare quei bambini donando loro delle abilità, perché sta per accadere qualcosa di terribile, ma lui non ricorda di cosa si tratta. Quando Olivia gli chiede di nuovo che cosa le ha fatto, l'uomo in lacrime le risponde che non riesce a ricordarlo. La donna se ne va furiosa e Peter trovando il padre in lacrime ne resta turbato. Lo scienziato non dice niente, limitandosi a stringere forte il braccio del figlio per trovare conforto. Nina Sharp fa visita a Broyles nel cuore della notte, e gli consegna delle foto scattate nelle ultime ventiquattro ore che ritraggono tutte l'Osservatore. Nina ricorda a Broyles che anche lui sa cosa è successo l'ultima volta che quell'uomo misterioso è apparso così spesso e poi aggiunge che loro due devono parlare. Walter trova in laboratorio la versione originale del manifesto della ZFT, ma appena lo prende in mano si volta e si trova davanti l'Osservatore, che lo saluta e gli dice che è ora di andare. Walter prende la giacca e lo segue. Nina Sharp sta rincasando, ma quando le porte dell'ascensore che la sta portando al piano del suo appartamento si aprono, trova ad aspettarla due individui, che le puntano contro una pistola e le sparano.

## Uno sguardo dall'altra parte
- Titolo originale: There's More Than One of Everything
- Diretto da: Brad Anderson
- Scritto da: Jeff Pinkner, J. H. Wyman (sceneggiatura); Akiva Goldsman e Bryan Burk (soggetto)

### Trama
Nina viene ricoverata all'ospedale; nel frattempo Broyles, Olivia e il resto della squadra esaminano i video della sorveglianza. Grazie a un'analisi vocale si scopre che gli aggressori sono guidati da David Robert Jones. La scomparsa di Walter viene rilevata da Peter e Astrid, che preoccupati avvertono Olivia. Nina Sharp, ripresasi, incomincia subito a collaborare con Olivia, e le racconta che Jones lavorava per Bell 15 anni prima, ma che era stato licenziato e che non l'aveva presa bene. Adesso Jones le ha rubato dal suo braccio meccanico un potente accumulatore di energia. Inoltre le propone un patto: se riuscirà a fermare Jones le fisserà personalmente un colloquio con Bell.
Si vede poi Jones cercare di usare l'accumulatore attraverso un dispositivo per tentare di aprire una sorta di portale, dal quale esce un camion che sembra spuntato dal nulla. Il portale tuttavia si richiude prima che il camion sia passato del tutto, tagliandone la coda.
Intanto l'Osservatore dice a Walter di sbrigarsi a trovare quello che sta cercando, e lo porta in una vecchia casa: la casa al mare di Walter e la sua famiglia. Nina Sharp, scoperta la sparizione di Walter, avvia una ricerca con i suoi mezzi: Walter viene così localizzato e raggiunto nella vecchia casa da Peter. Lì Peter rievoca vecchi ricordi a Walter che finalmente si ricorda quello che stava cercando e dove l'ha nascosto: un dispositivo in grado di chiudere il passaggio creato per passare al mondo alternativo. Rivela che lui e Bell hanno lavorato in passato per trovare un modo per passare nella realtà alternativa e ci erano riusciti; lui l'aveva fatto per recuperare qualcosa di prezioso che aveva perso. Adesso devono richiudere il passaggio che si è formato al lago Reiden.
Olivia nel frattempo non si riesce a spiegare da dove sbucasse quel camion venuto da quella sorta di portale. Nina Sharp allora le rivela che William Bell non si trova in questo mondo, ma in una realtà alternativa. Il camion veniva da quella stessa realtà alternativa, ed ecco cosa stava cercando di fare Jones aprendo il passaggio: voleva raggiungere William Bell per ucciderlo. Successivamente Jones tenta di nuovo di aprire un portale, stavolta in un campo di calcio, ma il tentativo fallisce e un ragazzo, che attraversa in parte il portale, rimane tagliato a metà. In seguito Olivia, Nina e Broyles riescono a individuare un altro luogo probabile dove Jones potrebbe provare a passare dall'altra parte: il lago Reiden. Lì si incontrano Olivia, Walter e Peter. Jones è già lì, ed è riuscito ad aprire il varco e sta per attraversarlo. Olivia tenta di fermarlo sparandogli, ma i proiettili non lo uccidono; Peter allora col dispositivo del padre chiude il passaggio e Jones muore, tagliato a metà.
Nelle scene finali Broyles si reca nell'ufficio di Olivia e le riferisce che è stato ordinato loro d'interrompere le indagini su William Bell. Peter trova sul tavolo del laboratorio una lettera di Walter indirizzata a lui, in cui il padre lo avverte che starà via per un po' e gli dice di non preoccuparsi. Immediatamente dopo si vede Walter davanti a una lapide con l'incisione "Peter Bishop: 1978-1985".
Infine, Nina Sharp chiama Olivia, e le dice che vuole rispettare il loro patto e le dà appuntamento per l'indomani. Olivia si reca all'appuntamento, ma nessuno si presenta. Prende l'ascensore per uscire, ma a un certo punto appare una luce blu, come un flash, e quando le porte si riaprono, l'assistente di Nina Sharp le va incontro e le dà il benvenuto. La fa poi entrare in un ufficio vuoto. Sulla scrivania si vede un giornale, nella prima pagina del quale viene annunciato il trasferimento di residenza di Obama nella nuova Casa Bianca ("Obama set to move into new White House"). Poco dopo un uomo entra e si presenta come William Bell.
Olivia allora guarda fuori dalla finestra, e una panoramica esterna mostra che si trova in un ufficio di una delle due Torri Gemelle, precisamente la WTC 2, entrambe perfettamente intatte non essendo state colpite dagli attentati che le distrussero.
- Guest star: Leonard Nimoy (William Bell)